# Periptychus carinidens
Il periptico (Periptychus carinidens) è un mammifero estinto, appartenente ai periptichidi. Visse nel Paleocene medio-superiore (circa 61 - 56 milioni di anni fa) e i suoi resti fossili sono stati ritrovati in Nordamerica.

## Descrizione
Questo animale era di dimensioni medie e poteva superare il metro di lunghezza complessiva; si suppone che Periptychus pesasse circa 23 chilogrammi. Periptychus era un mammifero insolito poiché univa una serie di caratteristiche dentarie, craniche e postcraniche piuttosto specializzate a una struttura dello scheletro relativamente generalista. 

### Cranio
La forma del cranio di Periptychus era pressoché identica a quella dei primi euteri, anche se era più robusto. Il muso di Periptychus era moderatamente allungato e alto, e si assottigliava anteriormente senza una costrizione rostrale. La morfologia del rostro di questo animale era molto simile a quella riscontrata in generi affini come Carsioptychus o Ectoconus; il muso non era allungato come nei procreodi quali Arctocyon, ma era più lungo di quello dei pantodonti come Pantolambda. In vista laterale, la superficie dorsale del cranio di Periptychus era relativamente piatta rispetto alla morfologia maggiormente "a cupola" che si riscontra in Pantolambda. Gli archi zigomatici di Periptychus erano ampi e sporgenti lateralmente. La scatola cranica era piccola e bassa, con creste nucale e sagittale ben sviluppate. Quest'ultima, in particolare, era robusta e forniva un notevole punto d'inserzione per i muscoli temporali lungo l'intera lunghezza della scatola cranica. Le ossa nasali appaiate erano molto allungate e andavano a formare un "tetto" largo e piatto sopra il rostro. 

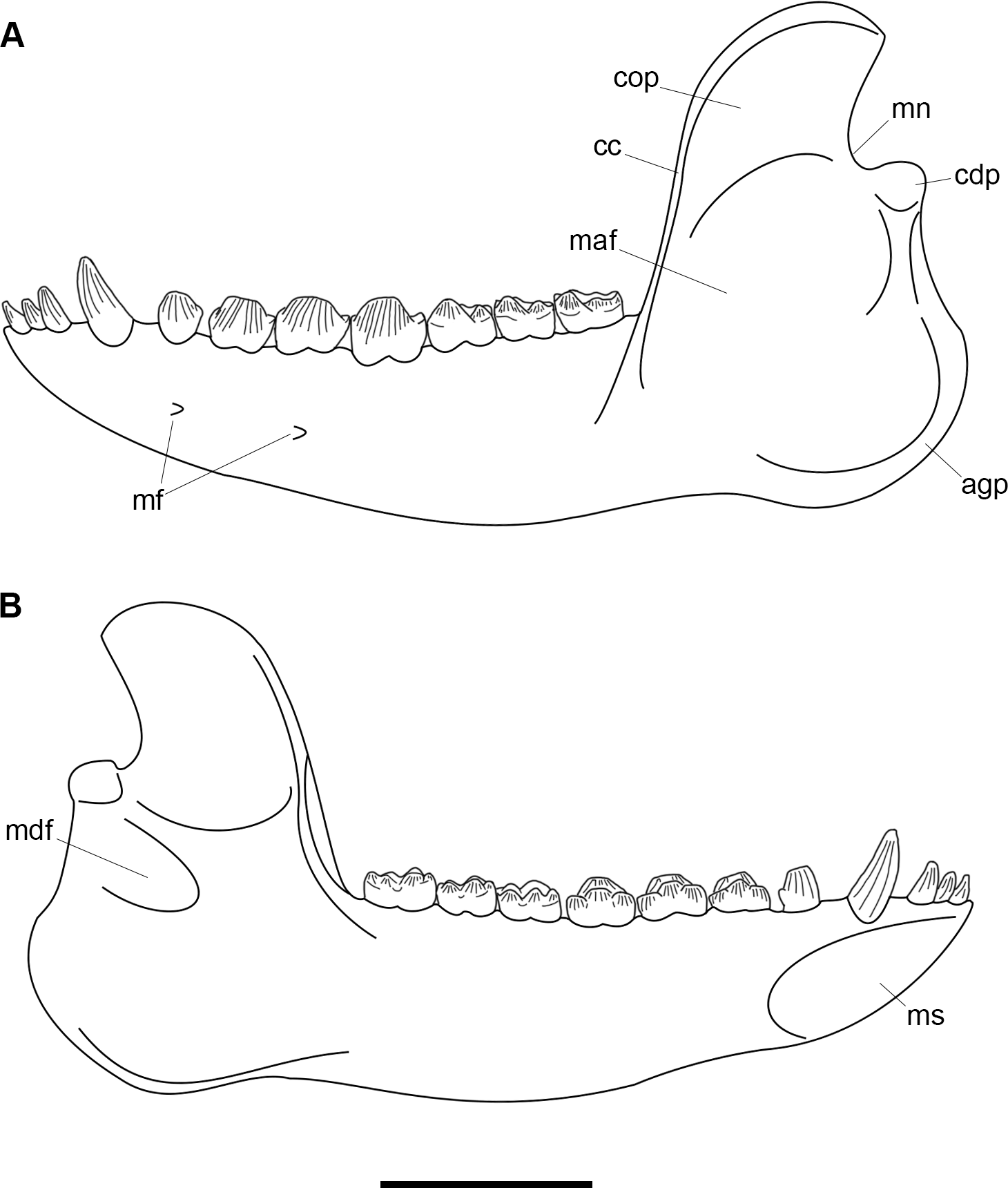
Ricostruzione della mandibola di Periptychus carinidens

La mascella era caratterizzata da un'insolita superficie bucherellata, proprio al di sopra della fila dentaria; questi fori, concentrati soprattutto al di sopra dei premolari e attorno al forame infraorbitale, variavano in forma e dimensioni: alcuni erano circolari e altri ovoidali, e non superavano i 0,7 millimetri di diametro. Nell'animale in vita, questi fori probabilmente ospitavano un reticolo di capillari che fornivano sangue alle fauci ed erano connessi alle vibrisse. 

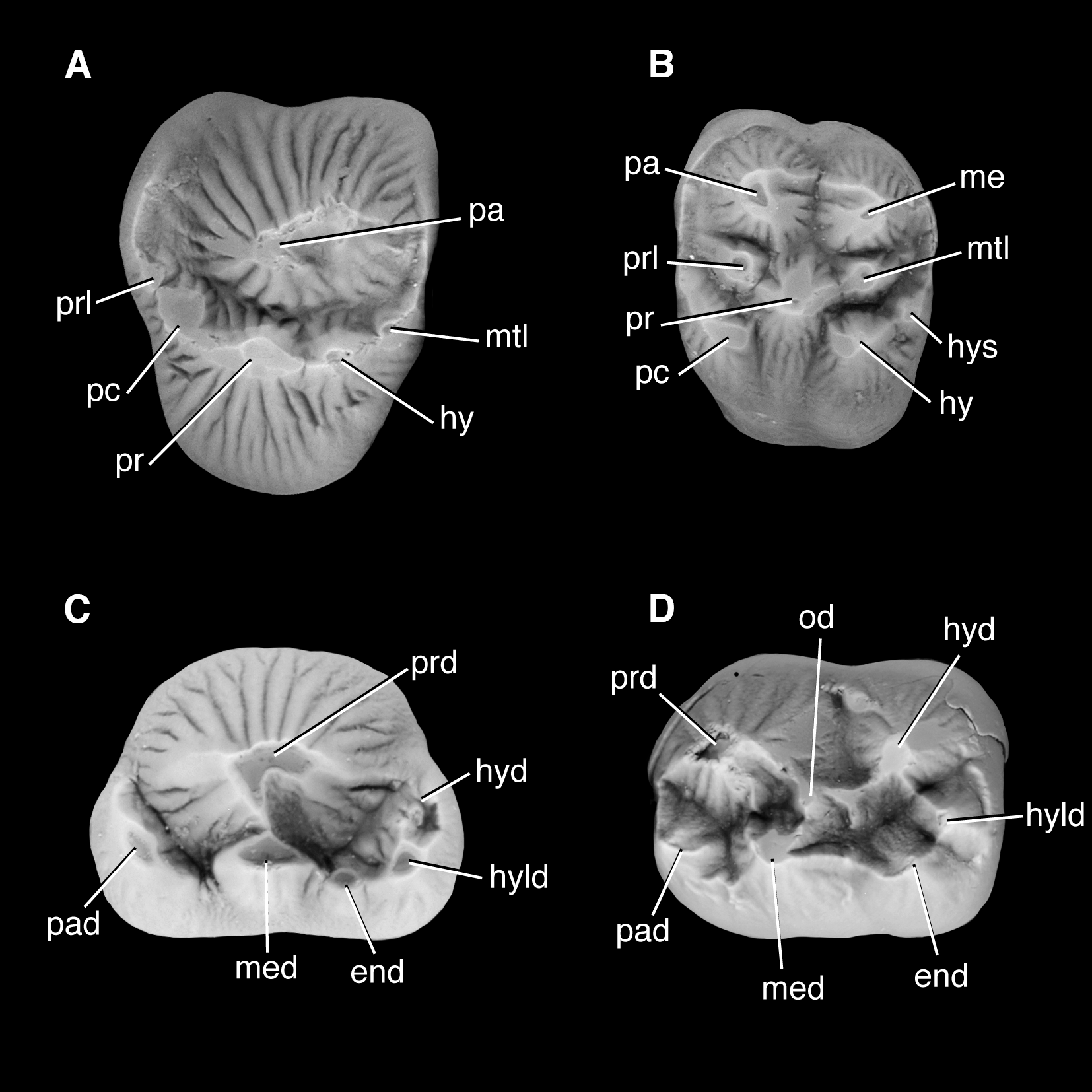
Morfologia dei denti di Periptychus carinidens

La mandibola di Periptychus era particolarmente robusta; le ossa dentali appaiate erano coossificate verso la parte terminale, e andavano a formare una sinfisi mandibolare alta che si estendeva dagli incisivi al limite ventrale della mandibola, al livello del margine anteriore del secondo premolare inferiore. Il ramo ascendente della mandibola era piuttosto alto in relazione al corpo mandibolare, e andava a formare un processo coronoide arrotondato, alto e largo.
La dentatura di Periptychus era particolare: i premolari erano più grandi dei molari e possedevano cuspidi centrali molto espanse, mentre i molari erano altamente bunodonti e possedevano cuspidi bulbose compresse all'apice. Lo smalto dentario era fortemente crenulato con creste ben allineate, tipiche di tutti i periptichidi, ma che in Periptychus raggiungono il loro massimo sviluppo. I canini erano relativamente piccoli e a radice singola. 

### Scheletro postcranico
Lo scheletro postcranico di Periptychus era quello di un animale robusto e dalle zampe forti, con un'andatura plantigrada. Le vertebre lombari erano robuste e compresse dorsoventralmente. Le vertebre caudali erano robuste anch'esse, simili a bastoni; la coda doveva essere piuttosto lunga e pesante, anche se non quanto quella di Ectoconus. 
Le zampe anteriori erano caratterizzate principalmente da un omero piuttosto corto rispetto a ulna e radio, con una testa emisferica dotata di grandi tuberosità basse; l'omero era inoltre dotato di una regione deltopettorale larga e allungata e di una regione per l'inserzione del muscolo teres major piuttosto ridotta. Erano inoltre presenti entepicondili mediali e laterali espansi, e l'articolazione omero-radiale era aperta. L'ulna era piuttosto dritta e gracile, con un rigonfiamento posteriore della diafisi, mentre l'olecrano era massiccio e formava una proiezione quasi rettangolare nella parte prossimale dell'ulna. Il radio era robusto rispetto all'ulna. Il carpo era largo e dotato di un osso centrale ingrandito. La mano era a cinque dita, e il numero di falangi era quello generalista per i mammiferi (2-3-3-3-3). Le ossa delle dita erano piuttosto corte e compatte, e terminavano in falangi ungueali simili a zoccoli. 
L'ilio di Periptychus era snello e allungato, e in vista dorsale era concavo nella zona centrale. Il femore era tipico di un animale dalla corporatura robusta, ed era dotato di trocanteri forti; era presente un terzo trocantere. Il trocantere maggiore era alto ma non si estendeva al di là della testa del femore. La tibia era anch'essa robusta, ma in qualche modo allungata, mentre il perone era gracile. Il piede di Periptychus era plantigrado, pentadattilo e a struttura parassonica, con dita ampie e ben spaziate fra loro, molto simili a quelle della mano. L'astragalo era compresso dorsoventralmente, e la sua articolazione era incuneata tra la tibia e il perone, e permetteva a quest'ultimo di entrare in contatto con il calcagno. Era presente un osso tibiale, inserito tra i tendini del muscolo tibiale posteriore. Le falangi del tarso erano quasi identiche a quelle della mano, ma erano leggermente più grandi.

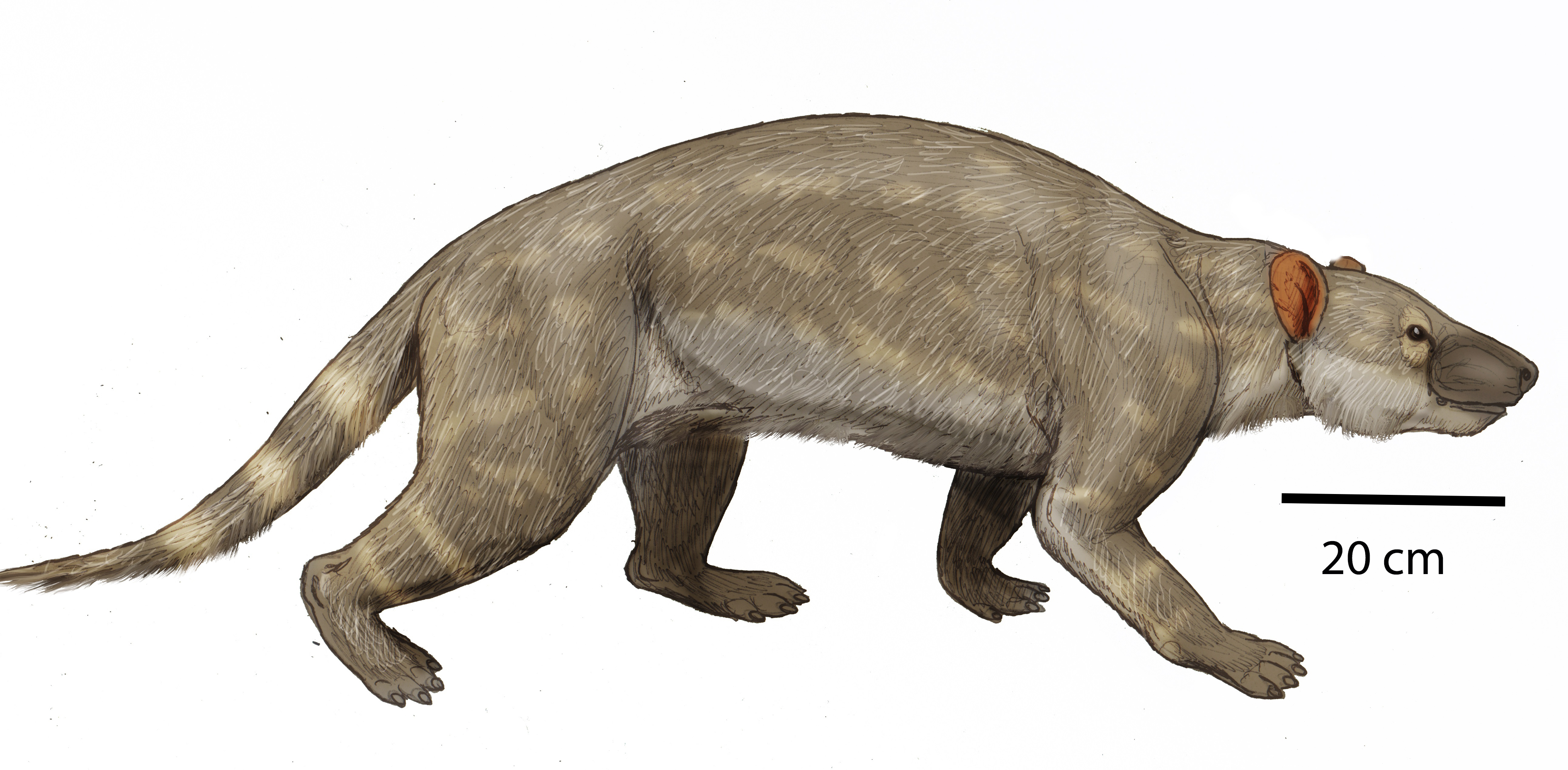
Ricostruzione di Periptychus carinidens

## Classificazione

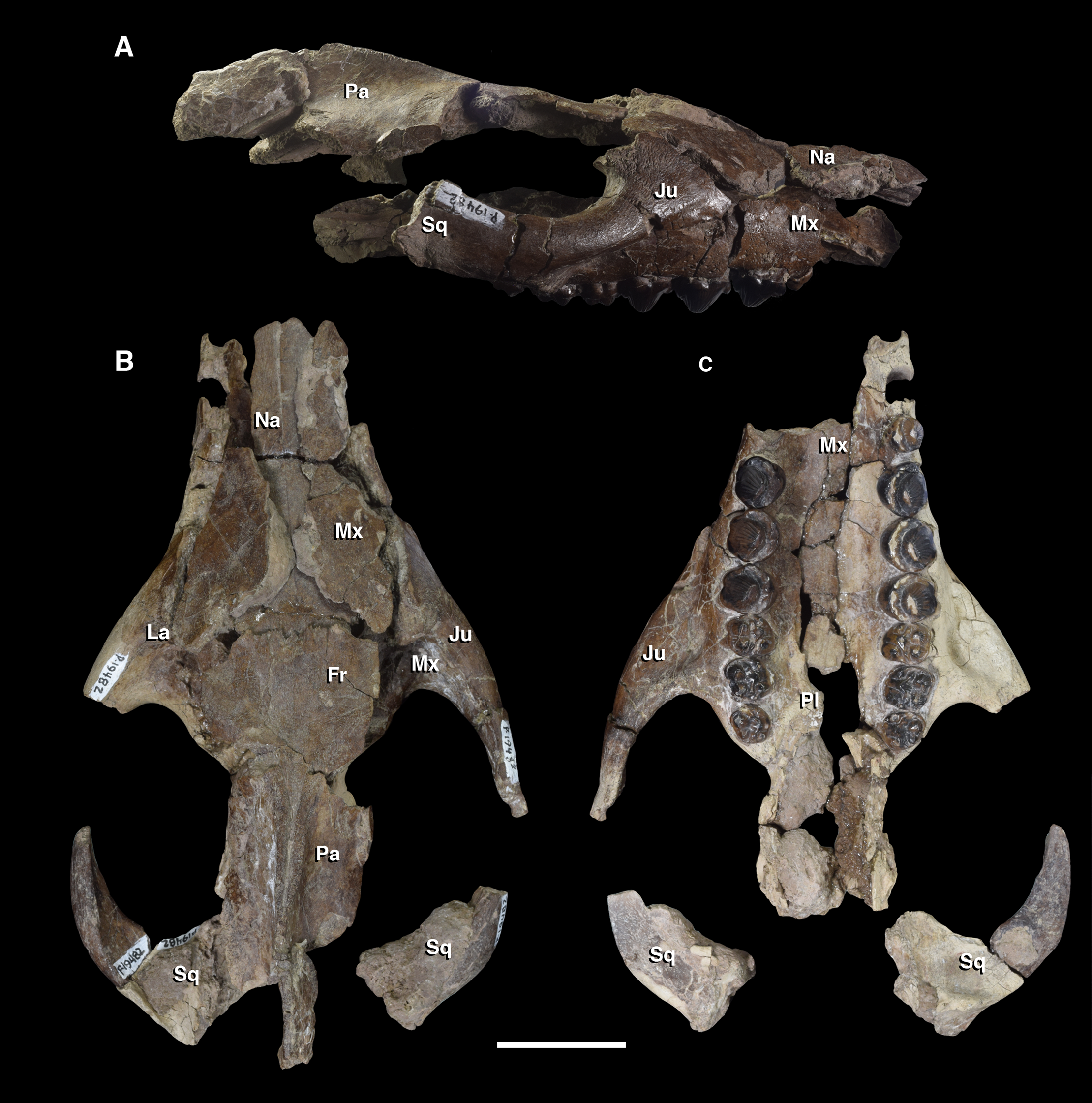
Cranio di Periptychus carinidens

Periptychus carinidens venne descritto per la prima volta da Edward Drinker Cope nel 1881, sulla base di resti fossili ritrovati in Nuovo Messico in terreni risalenti al Paleocene medio. I fossili erano molto frammentari (una parte di mandibola con denti) e appartenenti a un esemplare giovane, che Cope non riconobbe in quanto tale e venne assegnato ai creodonti. Nello stesso anno Cope descrisse una mascella, sempre dal Nuovo Messico, e la descrisse come Catathleus rhabdodon. Solo successivamente, grazie alla scoperta di resti più completi, divenne chiaro che le due forme erano sinonimi e appartenevano alla stessa specie. Al genere Periptychus è stata poi ascritta dallo stesso Cope anche la specie P. coarctatus, leggermente più antica e forse ancestrale alla specie tipo; successivamente, George Gaylord Simpson la ritenne sufficientemente distinta da assegnarla a un genere a sé stante, Carsioptychus. Fossili di Periptychus sono stati poi ritrovati anche in Texas, Utah e Wyoming. 
Periptychus è il genere eponimo della famiglia Periptychidae, un gruppo di mammiferi arcaici che si svilupparono immediatamente dopo l'estinzione del Cretaceo - Terziario, e produssero una varietà di forme di diverse dimensioni. In particolare, Periptychus sembrerebbe essere un membro derivato del gruppo. 

## Paleobiologia
Periptychus era dotato di molte caratteristiche (l'ampia regione facciale, creste sagittali e nucali alte, dentatura con premolari ingranditi e dallo smalto molto sviluppato) che indicano una dieta durofaga, a base di piante dense e fibrose. Lo scheletro postcranico di Periptychus indica che questo animale era plantigrado, adatto a muoversi lentamente sul terreno; era anche in grado, all'occasione, di fare movimenti rapidi. Nonostante la struttura robusta, Periptychus conservava un grado abbastanza alto di capacità di movimento nelle zampe: esse erano molto potenti, ma non facevano movimenti molto rapidi. I muscoli flessori ed estensori nelle mani e nelle dita erano molto sviluppati, e indicano che questo animale era probabilmente in grado di arrampicarsi e di scavare.